# Рамка карти
Рамка карти (англ. Map margin, Framework; нім. Kartenrahmen; фр. Filet d’encadrement) — система ліній, що облямовують топографічну карту, надають їй завершеного вигляду, несуть інформаційне навантаження, що дозволяє визначати планові координати об'єктів.
Кожен аркуш топографічної карти обмежований лініями, що утворюють рамку топографічної карти, яка, в свою чергу, складається з:
- Зовнішньої рамки, або оформительської (англ. Exterior margin) — широкої лінії, яка надає карті закінченого вигляду і ніби відокремлює її поле від позарамкового оформлення. Проводиться паралельно до внутрішньої рамки. Зовнішня рамка має вигляд потовщеної лінії. На картах останніх років видань вона складає одне ціле з мінутною рамкою.
- Внутрішньої рамки (англ. Neat line; нім. Kartenfeldrandlinie; фр. Orle) — рамки, яка обмежовує зображення місцевості на карті. Має вигляд тонкої лінії. Північна і південна сторони рамки — відрізки паралелей, східна і західна — відрізки меридіанів, значення яких визначається загальною системою розграфки топографічних карт. Значення довготи меридіанів і широти паралелей, що обмежують аркуш карти, підписуються біля кутів рамки: довгота на продовженні меридіанів, широта на продовженні паралелей.
- Мінутної рамки (нім. Minutenleiste) — рамки топографічної карти, на якій показані виходи меридіанів і паралелей через певну кількість мінут. Розташовується між внутрішньою і зовнішньою рамками. Внутрішня решітка — трапеція з вертикальних і горизонтальних ліній, утворена меридіанами і паралелями відповідно. Мінути широти і довготи почергово позначаються двома паралельними лініями і однією жирною. У свою чергу кожна мінута широти і довготи поділена точками на шість однакових частин, по 10" (секунд) у кожній. Кількість мінутних відрізків на північній і південній сторонах рамки дорівнює різниці значень довготи західної і східної сторін. На західній і східній сторонах рамки кількість відрізків визначається різницею значень широти північної і південної сторін.

У розривах середньої частини кожної сторони зовнішньої рамки зазначають номенклатуру суміжних аркушів.
На картах масштабу 1:500 000 і 1:1 000 000 дається картографічна сітка паралелей і меридіанів, а на картах масштабу 1:10000 — 1:200 000 — координатна сітка, або кілометрова, так як лінії її проводяться через ціле число кілометрів (1 км в масштабі 1 : 10 000 — 1 : 50 000, 2 км в масштабі 1 : 100 000, 10 км в масштабі 1 : 200 000).

## Визначення координат
Для того щоб визначити географічні координати будь-якої точки, треба провести через неї дві лінії, що є перпендикулярами до сторін рамки карти і прочитати на ній значення широти й довготи з точністю до секунд. Якщо значення паралелей наростають із півдня на північ, то це вказує на те, що широта північна (пн. ш.), а якщо навпаки, значення паралелей наростають із півночі на південь — південна (пд. ш.). Якщо значення меридіанів наростає із заходу на схід, то це значить, що довгота східна (сх. д.), а якщо із сходу на захід — західна (зх. д.).
Значення кілометрових ліній підписується в проміжках між внутрішньою і мінутною рамками: абсциси на кінцях горизонтальних ліній, ординати (перетворені) на кінцях вертикальних ліній. Біля крайніх ліній вказується повне значення координат, у проміжках — скорочені (тільки десятки і одиниці кілометрів). Крім позначень на кінцях частина кілометрових ліній має підписи координат усередині аркуша. Біля зовнішньої рамки аркуша, що знаходиться в смузі перекриття, дається положення і значення координатних ліній сусідньої зони.